# Nicole Roland
Pour les articles homonymes, voir Roland.
Nicole Roland est une femme de lettres belge. 

## Biographie
Elle fut professeur de lettres dans un lycée de Namur durant vingt ans.

## Œuvres
- Kosaburo, 1945, Actes Sud, 2011  (ISBN 9782742794829)
- Les veilleurs de chagrin, Actes Sud, 2011  (ISBN 9782330002336)[2]
- Collectif, Géodésiques : Dix rencontres entre science et littérature, L'Arbre de Diane, 2015  (ISBN 9782930822037)
- Jacques Maritain : la sanctification du monde profane, Éditions du Cerf, 2016  (ISBN 9782204111355)

## Prix et récompenses
- Prix Première 2011 pour Kosaburo, 1945[3],[4].
- Prix des Lecteurs du Goix en 2012 pour Kosaburo, 1945[5].
- Prix littéraire des lycéens et apprentis de la Région Bourgogne 2012 pour Kosaburo, 1945[6]